# Louis-Antoine de Robin de Barbentane
Louis-Antoine de Robin de Barbentane (3 août 1812, Tarascon - 16 janvier 1869, Ivry-sur-Seine (Val-de-Marne)), est un homme politique français.

## Biographie
Fils d'un ancien chevalier de Malte qui a été capitaine de vaisseau dans la marine royale, il appartient à une famille de vieille noblesse provençale. Après avoir fait ses études à Sorèze, il s'occupe d'agriculture dans sa propriété de Saint-Jean-le-Priche et est maire de cette commune en 1848. Bonapartiste militant, il est choisi comme candidat officiel en 1852 et élu, le 29 février, par la 1re circonscription électorale de Saône-et-Loire (Mâcon), avec 21 913 voix sur 24 211 votants et 38 921 inscrits, contre Lamartine qui n'obtient que 1 796 voix. 
En 1852, il entre au Conseil général de Saône-et-Loire. Les mêmes électeurs du canton de Macon-Nord lui renouvèlent son mandat le 21 juin 1857 et le 1er juin 1863. Il vote fidèlement avec la majorité, et s'intéresse surtout aux questions d'agriculture. Le 13 août 1855, il est nommé chevalier de la Légion d'honneur; il reçoit en outre les ordres de Saint-Étienne de Toscane, et de l'Immaculée Conception de Portugal. 
Il épouse Mlle de Bongars, fille du colonel vicomte de Bongars, écuyer commandant des écuries de Charles X, remariée ensuite avec le général comte Reille.

## Sources
- « Louis-Antoine de Robin de Barbentane », dans Adolphe Robert et Gaston Cougny, Dictionnaire des parlementaires français, Edgar Bourloton, 1889-1891 [détail de l’édition] [texte sur Sycomore]